# کتاب یوبیل

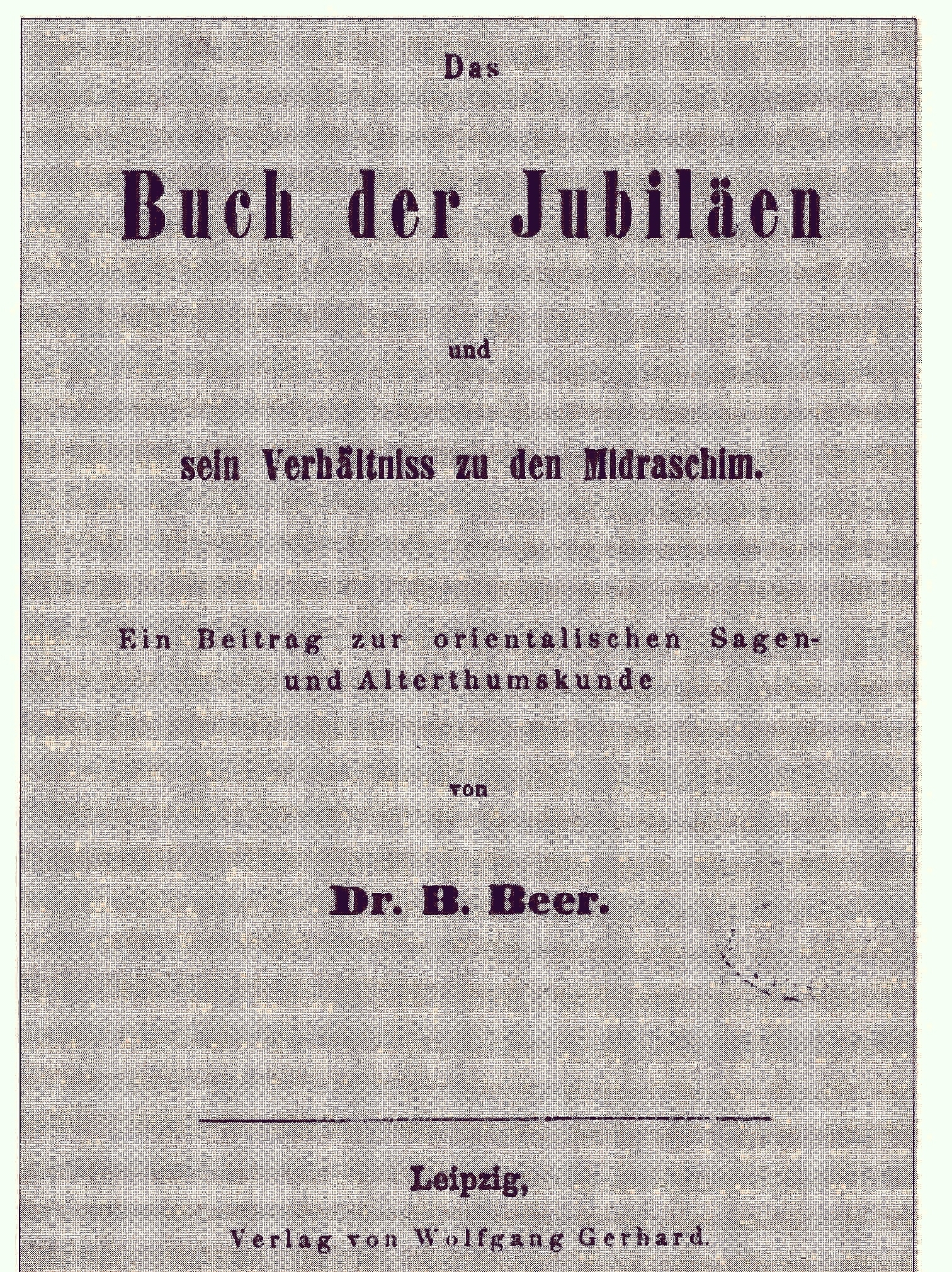
کتاب یوبیل

کتاب یوبیل  یا کتاب جوبیلیس کتاب باستانی و مذهبیِ یهودی در پنجاه فصل است. این کتاب توسط یهودیانِ اتیوپی بدست آمده و به نامِ کتابِ قسمت یا بازدید (زبان گعز: መጽሃፈ ኩፋሌ Mets'hafe Kufale) نیز شُهره است. یوبیل یکی از دروغ‌نامیده‌ها در پروتستانتیسم، کلیسای کاتولیک و کلیسای ارتدکس شرقی است.